# Bakiabad
Bakiabad là một thị trấn thống kê (census town) của quận Mirzapur thuộc bang Uttar Pradesh, Ấn Độ.

## Nhân khẩu
Theo điều tra dân số năm 2001 của Ấn Độ, Bakiabad có dân số 3979 người. Phái nam chiếm 53% tổng số dân và phái nữ chiếm 47%. Bakiabad có tỷ lệ 71% biết đọc biết viết, cao hơn tỷ lệ trung bình toàn quốc là 59,5%: tỷ lệ cho phái nam là 79%, và tỷ lệ cho phái nữ là 61%. Tại Bakiabad, 11% dân số nhỏ hơn 6 tuổi.